# Pantà de Palouet
El pantà de Palouet, o Pantà de la Bassa, és un pantà artificial situat al terme municipal de Massoteres, al Torrent de Palou (afluent del riu Llobregós). És originat per una resclosa de terra reforçada amb escullera a la part interior i experimenta canvis importants de nivell, com a conseqüència, entre altres factors, de la captació d'aigües per a usos agraris.
El pantà està situat en un indret on predominen els conreus de secà, separats per petits marges arbrats. Als marges del pantà hi creixen bogars, canyissars, i hi ha també diversos arbres característics del bosc de ribera -xops, salzes blancs, àlbers, tamarius, etc.- tot i que no arriben a constituir un bosc diferenciat. Destaca la presència a l'aigua de comunitats algals, dominades per Potamogeton pectinatus, molt ben constituïdes. A la cua de l'embassament i aigües amunt d'aquest, el torrent de Palou presenta un extens canyissar.
Pel que fa a la fauna, el pantà és freqüentat per aus característiques de zones humides, com cabussets (Tachybaptus ruficollis), collverds (Anas platyrhinchos), etc. S'hi ha detectat nidificació de fotja (Fulica atra) i de balquer (Acrocephalus arundinaceus).
Entre els factors que afecten negativament l'espai, cal destacar les oscil·lacions del nivell de l'aigua i la seva eutrofització, com a conseqüència dels usos agraris. L'espai es troba però en un molt bon estat de conservació. Vora el pantà hi ha una senyalització de "Turisme de Catalunya", únicament amb el nom de l'espai (Pantà de la Bassa).
El pantà de Palouet es troba dins l'espai de la Xarxa Natura 2000 ES5130016 "Valls del Sió-Llobregós".